# Ocrad
Ocrad ist eine freie Texterkennungs-Software (OCR) für die Linux-Kommandozeile, die seit 2003 von Antonio Diaz Diaz im Rahmen des GNU-Projekts entwickelt wird.
Es akzeptiert Rastergrafiken in Netpbm-Formaten (PBM, PGM, PPM) kann neben 8-Bit-kodiertem Text auch in UTF-8 ausgeben und bietet automatische Erkennung der Seitengestaltung. Es ist in C++ geschrieben. Es basiert auf Merkmalserkennung, also der Extraktion von Merkmalen eines Zeichens.
Das Programm wird als Freie Software auch im Quelltext unter den Bedingungen von Version 3 oder höher der GNU General Public License (GPL) verbreitet. Es ist bei den meisten populären Linux-Distributionen direkt aus den Standard-Paketquellen installierbar.
Es existieren verschiedene Programme, die sich als graphisches Frontend anbieten: Die ehemalige KDE-Scan-Software Kooka oder die Desktop-OCR-Suite OCRFeeder.

## Leistung
Gegenüber dem ähnlichen GOCR hat es die Seitengestaltungserkennung voraus und steht in dem Ruf, allgemein etwas bessere Ergebnisse zu liefern. Somit war es bis zur Freigabe von Tesseract im Jahr 2005 (2006?) neben GOCR eine der besten und gebräuchlichsten Texterkennungs-Softwares aus den Bereichen der Freien Software und Linux-Software.